# 41206 Шаннаміо
41206 Шаннаміо (41206 Sciannameo) — астероїд головного поясу, відкритий 27 листопада 1999 року.
Тіссеранів параметр щодо Юпітера — 3,335.